# 熊本県防災消防航空隊
熊本県防災消防航空隊（くまもとけんぼうさいしょうぼうこうくうたい）は熊本県の消防防災ヘリコプターを運用している組織で、熊本県庁の機関の一つであり、隊員は県内消防本部から派遣された救助隊員により構成されている。任務は救急・救助・消防活動・災害応急対策・広域応援である。防災ヘリコプター相互応援協定を大分県、鹿児島県、宮崎県、長崎県と結んでおり、県外でも活動している。また緊急消防援助隊の部隊として2011年（平成23年）3月に発生した東日本大震災（宮城県石巻市)に派遣されている（東北被災地での活動は8日間）、平成24年7月九州北部豪雨でも活動した。運航管理は天草エアライン株式会社に委託している。
熊本県では、ドクターヘリと防災消防ヘリ「ひばり」の2機が相互にその役割を補充し、ヘリ運航に関する4つの基幹病院が連携して救急医療を行う「熊本型」ヘリ救急搬送体制を構築している。そのため、防災ヘリ「ひばり」はドクターヘリ的な運用もなされており、他の都道府県の防災航空隊に比べ、救急活動件数が極端に多いのが特徴でもある。

## 熊本県防災消防航空隊「ひばり」の概要・主要装備資機材
熊本県防災消防航空隊「ひばり」の初代機体はユーロコプターフランス社のAS365で2018年3月31日まで運用され、2018年4月１日からは、新型機で運用が開始された。「ひばり」は赤色、紫色、白色の3色塗装になっており、赤色は消防車、紫色は熊本県花のリンドウ、白色は救急車の意味がある。また、機体後部(テールローター)には熊本県のゆるキャラ くまモンが塗装されている。機体番号のJA90MTはJA→「日本」90→「くま」MT→「もと」の意味がある。
新型機体には旧型機体同様に高速リアルタイム衛星通信システム「ヘリサット」が搭載されており、災害での情報収集や救助任務などの任務において高い効率性を提供する事が期待されており、このヘリサットシステムは各都道府県の防災ヘリで導入が進められている。
| 製造会社             | ユーロコプターフランス社   |
| 型式                 | ユーロコプター式 AS365N3型 |
| 登録番号             | JA15MT                     |
| 全長（主回転翼含む） | 13.68 m                    |
| 全幅                 | 3.25 m                     |
| 全高                 | 3.8 m                      |
| 主回転翼直径         | 11.94 m                    |
| 定員                 | 13名                       |
| 最大離陸（全備）質量 | 4,300 kg                   |
| 空虚重量             | 2,700 kg                   |
| 有効搭載可能重量     | 1,600 kg                   |

| ホイスト装置         | 吊り上げ能力 最大272 kg ケーブル長 最大90 m |
| ホイストカメラ       |                                             |
| リペリング装置       |                                             |
| ホイストバー         |                                             |
| ホイストステップ     |                                             |
| 消化タンク           | FIRE ATTACK 最大容量 900L                   |
| 消化バケツ           | SUPER BUCKET 最大容量 600L                  |
| EMS装置              | 高規格救急車同等                            |
| 機外拡声装置         | 出力 700W                                   |
| ヘリテレ電送システム | NEC製                                       |
| 動態管理システム     | ナビコムアビエーション                      |